# 幡野夏生
幡野 夏生（はたの なつき、1997年8月26日 - ）は、日本人で女子初の韓国（KLGPA）のプロゴルファーである。

## 経歴

### 生い立ち
神奈川県横浜市生まれ。父親の勧めにより10歳からゴルフを始める。堀越高等学校に通いながら、練習と試合を両立していた。

### プロ入り
堀越高等学校在学中の2015年9月よりKLPGA（韓国女子ゴルフ協会）にてプロデビューしている。女子高校生のプロ入りは宮里藍、森田遥以来の史上3番目の女子プロゴルファーとなる。
2018年4月20日に、静岡県の川奈ホテルゴルフコースで開催されたフジサンケイ・レディスのマンデートーナメントを勝ち抜き国内プロツアー初出場を果たす。同大会初日、８００万円の賞金がかかっていた17番パー3、172ヤードを5番アイアンで打ちプロ入り後初のホールインワンを達成した。
2021年は2020年夏頃より始めたティーチングプロの資格の勉強を止め11月に行われるプロテスト一本に絞り、退路を断った。城陽カントリー倶楽部で2021年11月2日から5日の日程で実施されたJLPGA最終プロテストに出場した。結果は4日間トータル295の7オーバー30位タイとなり目標のプロテスト合格とはならなかった。

## 人物
愛称はキャサリン。
祖父はかつて阪神に在籍していた幡野和男。
MIZUNOスポーツと用具契約を結ぶ。
ＰＧＭとスポンサーシップ契約を結んでいる。

## 戦績
| 年度   | 競技名                                         | 個人順位 |
| ------ | ---------------------------------------------- | -------- |
| 2012年 | 関東中学校ゴルフ選手権                         | 3位      |
| 2012年 | 関東ジュニアゴルフ選手権                       | 9位      |
| 2012年 | ファルドシリーズアジア日本大会                 | 優勝     |
| 2013年 | ファルドシリーズアジア大会                     | 9位      |
| 2014年 | 日刊アマゴルフ全日本大会女子決勝               | 6位      |
| 2014年 | 神奈川県アマチュアゴルフ選手権女子の部         | 優勝     |
| 2015年 | LPGAツアーサイバーエージェントレディス         | 51位     |
| 2015年 | センチュリー21レディス                         | 68位     |
| 2018年 | フジサンケイレディース                         | 12位T    |
| 2019年 | 富士通レディース                               | 5位      |
| 2019年 | フンドーキンレディース（ステップアップツアー） | 2位      |